# Iris kobayashii
Iris kobayashii är en irisväxtart som beskrevs av Masao Kitagawa. Iris kobayashii ingår i släktet irisar, och familjen irisväxter. Inga underarter finns listade i Catalogue of Life.